# Odes to No Hereafter
Odes to No Hereafter är det svenska black metal-bandet Cwealms första fullängdsalbum, utgivet av Dusktone 2016.